# O Andarilho
O Andarilho (publicado originalmente na Inglaterra sob o título Vagabond) é um livro escrito pelo inglês Bernard Cornwell, sendo o segundo dos três volumes da trilogia A Busca do Graal (os outros dois são O Arqueiro e O Herege).
Após sobreviver à Batalha de Crécy, Thomas de Hookton, o valente arqueiro inglês, é enviado pelo rei numa missão na qual teria de descobrir mais sobre o Graal. Mas Thomas acaba envolvido na luta contra um exército invasor e, nas fileiras inimigas, descobre que há outros na trilha do objeto sagrado. Homens que não se deterão diante de obstáculo algum. Thomas, então, volta à sua aldeia natal em busca de um indício que possa colocá-lo no caminho certo. E encontra pistas que o deixam sob risco ainda maior e que apontam novas direções para a missão.

## Sinopse oficial 1
O Santo Graal, a relíquia sagrada da cristandade, inspirou muitas obras-primas da literatura. Tornou-se o mais mítico dos objetos, imortalizado no imaginário de todo o mundo ocidental. Sua lenda é normalmente ligada às histórias de Artur e seus cavaleiros, mas, desta vez, a imaginação de Bernard Cornwell transporta a saga de sua busca para o século XIV, em plena Guerra dos Cem Anos entre Inglaterra e França.
O Andarilho é o segundo capítulo desta aventura, iniciada com o empolgante romance O Arqueiro. Após sobreviver a Batalha de Crécy, Thomas de Hookton, o valente arqueiro inglês, é enviado pelo Rei numa missão na qual teria de descobrir mais sobre o legado de seu pai, que parece ligado ao Graal. Mas Thomas acaba envolvido na luta contra um exército invasor e, nas fileiras inimigas, descobre que há outros na trilha do objeto sagrado. Homens que não se deterão diante de obstáculo algum. Thomas, então, volta à sua aldeia natal em busca de um indício que possa colocá-lo no caminho certo. E encontra pistas que o deixam sob risco ainda maior e que apontam novas direções para a sua missão.
Entre arqueiros, mercenários, reis, monges, guerreiros, cardeais, inquisidores, nobres e lindas mulheres, Thomas atravessa a Europa e leva os leitores deste romance em uma viagem inesquecível pelo século XIV. Cornwell confirma com O Andarilho a reputação conquistada com sua releitura das aventuras de Artur e seus cavaleiros. Um livro apaixonante sobre um dos períodos mais conturbados da História Inglesa.